# Koherer
Koherer (engl. coherer, prema lat. cohaerere: prianjati, biti povezan) je detektor radio valova u prvim bežičnim, radiotelegrafskim prijamnicima. Bila je to staklena cjevčica s dvjema elektrodama, napunjena željeznom strugotinom, koja praktički nije mogla voditi električnu struju. Međutim, visokofrekventno elektromagnetsko polje induciralo bi u strugotinama vrtložne struje i promijenilo njihov položaj i raspored, pa bi se u kohereru povećala električna vodljivost i kroz njega bi potekla struja iz izvora priključenoga na elektrode. Da bi ponovno postao osjetljiv, koherer se prije primanja novog signala morao protresti. Koherer je 1890. izumio francuski fizičar Édouard Branly, a nakon 1900. zamijenjen je pouzdanijim detektorima.

## Način rada
Koherer je staklena cjevčica, ispunjena kovnom piljevinom. Pločice, između kojih je piljevina, malo se stisnu tako da je električni otpor koherera velik, pa električne struje gotovo nema. Kada preko koherera prijeđu elektromagnetski valovi, preskaču električne iskre između pojedinih zrnaca piljevine. Zrnca piljevine se spoje, zbog toga se električni otpor smanji, a električno zvonce počne zvoniti. Međutim, otpor koherera ostao bi i dalje malen i zvonce bi neprestano zvonilo. Zato se batić električnog zvonca tako namjesti da udara i po kohereru, pa zvonjenje odmah prestane kad nestanu valovi. 
Za dokaz elektromagnetskih valova može poslužiti rezonator s električnom žaruljom. To je dipol kod koga možemo dužinu bakrenih štapova mijenjati i tim ga podesiti na rezonanciju. Kod rezonancije žarulja svijetli. H. R. Hertz je pomoću oscilatora i rezonatora koje je stavio u žarište metalnih paraboličnih zrcala promatrao i refleksiju elektromagnetskih valova, kao i njihov lom (refrakcija) u dielektricima, na primjer u prizmi od sumpora ili parafina. Sličnim pokusima Hertz je pronašao i druga svojstva elektromagnetskih valova koja su jednaka s valovima svjetlosti.

## Slike
|                                        |                                                |                               |
| Koherer kakav je poboljšao G. Marconi. | Koherer se koristio i kod Morseovog telegrafa. | Još jedan Marconijev koherer. |